# قائمة البحار

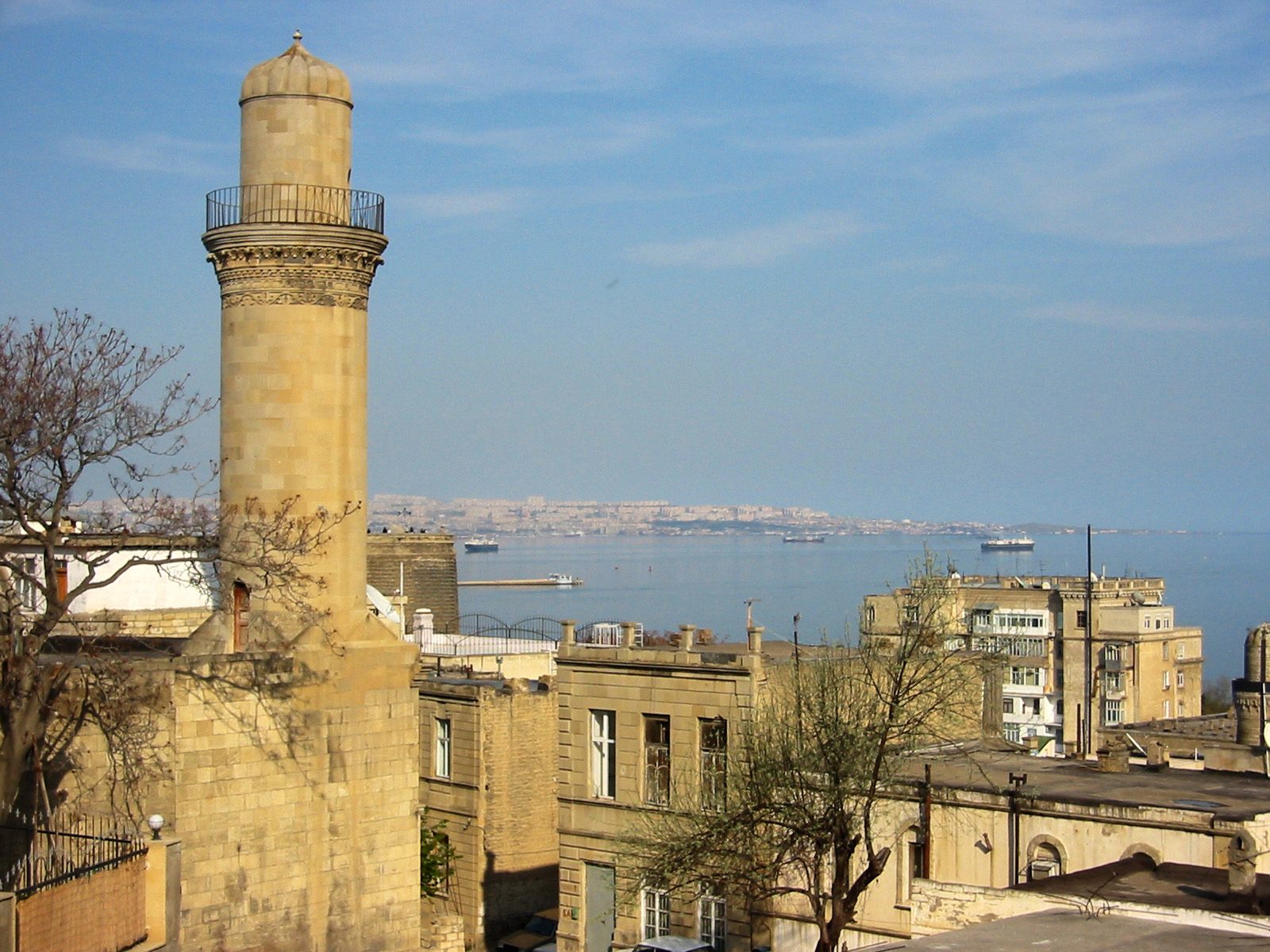
باكو على بحر قزوين

كلمة البحر يمكن أن تدل إلى أنها تنتمي إلى المحيط العالمي، وقد تعني بالتحديد كتلة صغيرة من الماء، مثل بحر الشمال أو البحر الأحمر. لا يوجد تمييز عَملي بين البحر في هذا المعنى والمحيط، على الرغم من أن البحار تعتبر عموما أصغر حجما وغالبا ما تكون جزئية (مثل البحار الهامشية) أو كلية (مثل البحار الداخلية) والتي تحدها الأراضي. ومع ذلك، فإن بحر سرقوسة ليس له ساحل ويقع ضمن التيار الدائري، للدوامات شمال المحيط الأطلسي. البحار هي عموما أكبر من البحيرات وتحتوي على مياه مالحة وليس فيها مياه عذبة، ولكن بعض المناطق الجغرافية المعروفة باسم «بحار» كالمسطحات المائية الداخلية الغير المالحة: على سبيل المثال بحر الجليل هو بحيرة للمياه العذبة. وفي قانون البحار ينص على أن كل مَن مِن المحيط هو «بحر».

## المحيط الأطلسي

### بحر البلطيق
- بحر الأرخبيل
- بحر باثينيان
- بحر البلطيق المركزي
- خليج ريغا
- أوريسند
- بحر أولند
- خليج فنلندا

### البحر الأبيض المتوسط
- بحر إيجة
- بحر ميرتون
- بحر كريت
- بحر تراقيا
- البحر الأدرياتيكي
- بحر البوران
- بحر البليار
- البحر البلياري
- بحر قيليقية
- خليج سرت
- البحر الأيوني
- بحر الشام
- البحر الليبي
- البحر الليغوري
- بحر سردينيا
- مضيق صقلية
- البحر التيراني

### أخرى
- بحر الأرجنتين
- خليج غاسكونيا
- خليج كامبيشي
- خليج فندي
- البحر الأسود[11] [11]
- بحر كانتابريا
- البحر الكاريبي
- البحر الكلتي
- خليج تشيزبيك
- مضيق دافيس
- مضيق الدنمارك
- بحر المانش
- خليج غينيا
- خليج المين
- خليج المكسيك
- خليج سانت لورنس
- خليج فنزويلا
- البحر الأيرلندي
- بحر لبرادور
- بحر مرمرة
- بحر الشمال
- بحر النرويج
- بحر سرقوسة
- بحر آزوف
- بحر الهبرديس
- بحر وادن

## المحيط المتجمد الشمالي
- خليج أموندسن
- خليج بافن
- بحر بارنتس
- بحر بيوفورت
- بحر تشوكشي
- بحر سيبيريا الشرقي
- بحر غرينلاند
- خليج هدسون
- خليج جيمس
- بحر كارا
- مضيق كارا
- بحر لبرادور
- بحر لابتيف
- بحر لنكولن
- بحر الأمير كوستاف أدولف
- بحر بيتشورا
- بحر واندل
- البحر الأبيض

## المحيط الجنوبي
- بحر أموندسن
- مضيق باس
- بحر بلنغهاوزن
- بحر التعاون *
- بحر كوزموناتس *
- بحر ديفس
- بحر دورفيل
- ممر دريك
- الخليج الأسترالي العظيم
- خليج سانت فنسنت
- بحر ملك هاكون السابع [الإنجليزية]*
- بحر لازاريف *
- بحر ماوسن *
- بحر ريسر لارسن
- بحر روس
- بحر سكوتيا
- بحر سوموف *
- خليج سبنسر
- بحر ودل

## المحيط الهندي
- بحر أندامان
- بحر العرب
- خليج البنغال
- خليج عدن
- خليج عمان
- بحر لكديف
- قناة موزمبيق
- الخليج العربي
- البحر الأحمر
- بحر تيمور
- بحر أداخ [الإنجليزية]

## المحيط الهادئ
- بحر آرافورا
- بحر بالي
- بحر باندا
- بحر بيرنغ
- بحر بيسمارك
- بحر بوهاي
- بحر بوهول (يعرف أيضا باسم بحر مينداناو)
- بحر كاموتس
- بحر سيليبس
- بحر سيرام
- البحر التشيلي
- بحر تشيلوي [الإنجليزية]
- بحر المرجان
- بحر الصين الشرقي
- بحر فلوريس
- خليج ألاسكا
- خليج كاليفورنيا (يعرف أيضا باسم بحر كورتيز)
- خليج كاربنتاريا
- خليج تايلاند
- بحر هلماهرا
- بحر جاوة
- بحر كورو
- مار دي غراو
- بحر مالوكا
- بحر الفلبين
- بحر سالي أو بحر ساليش
- بحر سافو
- بحر اليابان
- بحر أوخوتسك
- بحر سيتو الداخلي
- بحر سيبويان
- بحر سليمان
- بحر الصين الجنوبي
- بحر سولو
- بحر تسمان
- بحر بيسايا
- البحر الأصفر

## بحار غير ساحلية
- بحر آرال
- بحر قزوين
- البحر الميت
- بحر سالطون